# 孫需
孫需（1448年—1524年），字孚吉，號氷檗，明朝政治人物。江西德興縣人。成化壬辰進士，官至南京吏部尚书。

## 生平
成化七年（1471年）江西鄉試第二，成化八年（1472年）登進士，為常州府推官，升南京監察御史。彈劾僧繼曉，忤旨被施廷杖。成化二十三年（1487年）出為四川副使。
弘治年間，累官右副都御史，巡撫河南，期間賑災救濟。之後得罪鎮守太監劉郎，劉郎誣陷，改為巡撫陝西、再改巡撫鄖陽，安撫流民。
正德元年（1506年），召為南京兵部右侍郎。正德四年，拜禮部尚書，兩月後，被劉瑾彈劾，中旨令致仕。劉瑾罪誅，起用南京工部尚書、南京刑部尚書、南京吏部尚書。正德十三年（1518年）乞休。嘉靖初年去世，贈太子太保，謚清簡。